# أوريليا براودر
أوريليا براودر (بالإنجليزية: Aurelia Browder)‏ هي ناشِطة أمريكية، ولدت في 29 يناير 1919 في مونتغومري في الولايات المتحدة، وتوفي بنفس المكان في 4 فبراير 1971.